# Andrew Osenga
Andrew Osenga es un cantante/compositor y músico de rock progresivo.

## Historia
Andrew Osenga escribe, produce, ingenia y toca la guitarra para otros artistas. Anteriormente era cantante de The Normals, que se separó en 2003 por motivos económicos y familiares, Osenga actualmente persigue una carrera en solitario en la que ha publicado cuatro discos. Él es también un miembro de la banda Caedmon's Call, en la cual había asumido el cargo de vocalista/guitarrista mientras Derek Webb se había ido de la banda. En 2006, Osenga es el cofundador de Square Peg Alliance junto con otros 12 artistas independientes en Nashville.

## Discografía

### The Normals
- Better Than This (1998)
- Coming To Life (2000)
- A Place Where You Belong (2002)
- Happy Christmas Vol. 2 (1999 Compilación)

### Caedmon's Call
- Share the Well (2004)
- In the Company of Angels II|In the Company of Angels II: The World Will Sing (2006)
- Overdressed (2007)

### Solitario
- Photographs (2002)
- Souvenirs & Postcards (2004)
- Photographs (Relanzamiento en 2006)
- The Morning (2006)
- Letters to the Editor, Vol. 1 (2007)
- Letters to the Editor, Vol. 2 (2008)
- Choosing Sides (2009)
- Crooked Creek Songs (2010)
- Leonard, the Lonely Astronaut (2012)

### También aparece en
- Love and Thunder (2003; Escritor y músico)
- Andrew Peterson Behold the Lamb of God album (2004; Coproductor, ingeniero, y músico)
- Andrew Peterson The Far Country|The Far Country (2005; Ingeniero & musician)
- Justin Branam|Justin Branam : For the Life of Me (2003; Productor)
- Justin Branam|Justin Branam : Words Worth Mentioning (2006; Productor)
- theothermarkmiller|theothermarkmiller: Threshold (2006; Productor, ingeniero, Músico)
- Lindsey Jones|Lindsey Jones: Little Blue Dress (2008; Productor, Músico)

- Datos: Q4758172
- Multimedia: Andrew Osenga / Q4758172